# Jeanne Françoise de Hohenzollern-Sigmaringen
La princesse Jeanne Françoise de Hohenzollern-Sigmaringen (en allemand, Johanna Franziska Antonia prinzessin von Hohenzollern-Sigmaringen), née le 5 mai 1765 à Sigmaringen, et décédée le 23 août 1790 à Kirn, onzième enfant et troisième fille de Charles Frédéric de Hohenzollern-Sigmaringen (1724-1785) et de Jeanne de Hohenzollern-Berg (1727-1787) est un membre de la Maison de Hohenzollern-Sigmaringen, devenue par son mariage princesse consort de Salm-Kyrbourg.

## Mariage et famille
Jeanne Françoise de Hohenzollern-Sigmaringen épouse à Strasbourg le 29 novembre 1781 Frédéric III prince de Salm-Kyrburg, né le 3 mai 1745 à Henri-Chapelle et guillotiné à Paris le 23 juillet 1794. Le prince Frédéric et sa sœur Amélie Zéphyrine sont tous deux des proches d' Alexandre de Beauharnais. 
Quatre enfants sont issus de cette union :
- Philippine-Frédérique-Wilhelmine (12 juillet 1783 - 4 décembre 1786)
- Frédéric-Henri-Othon (7 avril 1785 - 17 novembre 1786)
- Frédéric Emmanuel Othon Louis Philippe Konrad (9 octobre 1786 - 7 novembre 1786)
- Frédéric IV de Salm-Kyrbourg, (Friedrich Ernst Otto Philip Anton Furnibert) prince de Salm-Kyrbourg, né à Paris le 14 décembre 1789, mort à Bruxelles le 14 août 1859, épouse le 11 janvier 1815 Cécile Rosalie Prévôt Baronne de Bourdeaux, décédée le 12 février 1866, dont un fils.